# هیپنوتیزم شهوانی

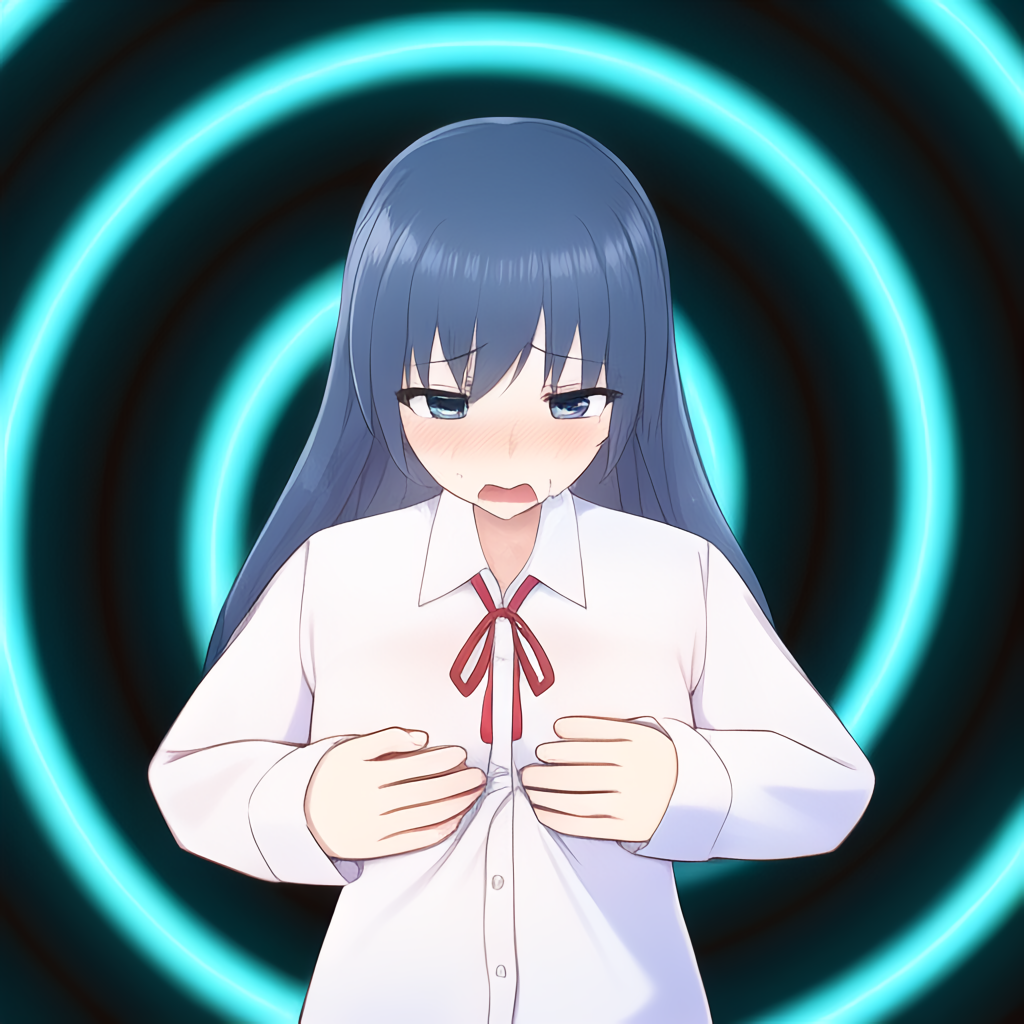
هیپنوتیزم شهوانی که در یک تصویر به سبک انیمه به تصویر کشیده شده‌است.

هیپنوتیزم شهوانی (انگلیسی: Erotic hypnosis) یک اصطلاح گسترده برای انواع فعالیت‌های اروتیسم است که شامل هیپنوتیزم می‌شود. برخی از هیپنوتیزم‌های شهوانی در زمینه روابط و جوامع بی‌دی‌اس‌ام انجام می‌شود. علاوه بر این، برای برخی افراد هیپنوتیزم ذاتاً شهوانی است، و آن را نمونه ای از فتیش جنسی یا انحراف جنسی می‌کند.